# Český koridor

Český koridor

Český koridor (též Československý koridor či srbsko-český koridor) byl nepřijatý návrh předložený na Pařížské mírové konferenci v roce 1919. Návrh by vedl k propojení území Československa a Království Srbů, Chorvatů a Slovinců zhruba od Bratislavy po Záhřeb. Návrh byl na konferenci zamítnut. 

## V období První republiky
Podle návrhu měl být vyčleněn pruh území, který by propojil Jugoslávské království a Československo. Někdy bývá též nazýván česko-jugoslávský územní koridor.  „Český“ byl nazýván proto, že zástupci Jugoslávie na konferenci prohlásili, že by dávali přednost tomu, aby patřil Čechům.
Koridor by se skládal z nynější spolkové země Burgenland a dalších území nacházejících se podél nynější rakousko-maďarské hranice. Oblast je také někdy nazývaná Západní Zadunajsko. Již v květnu 1915 předložil Tomáš Garrigue Masaryk britskému ministru zahraničí E. Greyovi memorandum Independent Bohemia (Samostatné Čechy), ve kterém prohlásil, že "...zásadou českých a srbochorvatských tužeb by bylo spojení Čech a Srbochorvatska..." a tento koridor navrhl spolu s případnou personální unií mezi Srbskem a Čechami.
Koridor by byl 200 km dlouhý a 80 km široký. Odřízl by části čtyř maďarských okresů (Mošoň, Šoproň, Vas a Zala). Nicméně existovala i varianta, podle které by byl podstatně větší.
Slovanské státy, které vznikly na principu sebeurčení národů koridor aplikovat na území, kde z 1 171 000 obyvatel bylo 662 000 Maďarů, 220 000 Slovanů a 289 000 osob jiných národností (hlavně Němců). Podle Čechů bylo jeho účelem oddělit Němce od východní a střední Evropy. Také se domnívali, že by to mohlo přinést i výhody pro Francouze. Mnozí také spekulovali, že jeho úmyslem také bylo přidělit Československu větší podíl dunajského břehu, což by z Bratislavy udělalo velký dunajský přístav. Ovšem vedlo by to k ještě větší izolaci Maďarska. Českoslovenští delegáti argumentovali tím, že Bratislava bylo dávné hlavní město Slovenska a opomíjeli přitom fakt, že byla v letech 1526 – 1784 hlavním městem Uherska a drtivou většinu jejích obyvatel tvořili ještě za První republiky Němci a Maďaři.[zdroj?]
Návrh podporovali příznivci panslavismu s tím, že by představoval spojovací můstek mezi dvěma státy představujícími slovanské spojenectví (Československo a Království Srbů, Chorvatů a Slovinců). Další panslavisté prohlašovali, že tak dojde ke spojení severních a jižních Slovanů. Myšlenku také podporovali chorvatští nacionalisté, kteří chtěli, aby se Chorvati žijící v Burgenlandu, Východním Štýrsku a několika vesnicích na Slovensku a na Jižní Moravě stali občany Jugoslávie. Existenci koridoru také podporovali ti, kteří tvrdili, že když už Rakousko-Uhersko neexistuje, není žádný důvod, aby Rakousko a Maďarsko měly společné hranice.[zdroj?]

### Spekulace o přípravě vojenského zásahu
Na počátku roku 1920 informoval tisk o soustřeďování československého vojska v okolí Bratislavy. Spekulovalo se o tom, že toto vojsko má zajistit český koridor vojensky.

## V období Československé socialistické republiky
Roku 1967 byla zveřejněna idea a roku 1975 podán zlepšovací návrh tunelové železniční tratě na Jadran, mezi Českými Budějovicemi a přístavem Koper. Spojení o vzdálenosti 410 kilometrů mělo vést tunely v celkové délce 345 kilometrů.
Podobně překonává Alpy Lötschberský úpatní tunel (2007), navazující na starší Simplonský tunel mezi Švýcarskem a Itálií, které ale mají délku 34,6 km a 19,8 km.